# Thriambeutis coryphaea
Thriambeutis coryphaea är en fjärilsart som beskrevs av Edward Meyrick 1912. Thriambeutis coryphaea ingår i släktet Thriambeutis och familjen signalmalar. Inga underarter finns listade i Catalogue of Life.